# Vega Alta
Pour les articles homonymes, voir Vega (homonymie).
La municipalité de Vega Alta, sur l'île de Porto Rico (Code International : PR.VA) couvre une superficie de 73 km2 et regroupe 37 910 habitants (au 31 décembre 2006).